# Крустынсон, Марта Мартыновна
Марта Мартыновна Крустынсон — советский революционный и советский деятель, ветеран движения старых большевиков.

## Биография
Родилась в 1895 году в Лепкална-Озольской волости в семье арендатора Мартиньша Крустиньсона, сестры — Элизабете (Эльза) и Эмилия Крустынсон.
В 1912 году вступила в РСДРП, а во время Первой мировой войны отправилась беженкой в Москву, где участвовала в Октябрьской революции. В 1918 году работала во Всероссийской чрезвычайной комиссии, в 1919 году — в Статистическом комитете Латвийской СПР и в Центральном Комитете партии большевиков Латвии.
После разгрома ЛСПР в 1920 году уехала в Москву, где в 1924 году окончила Коммунистический университет им. Я. М. Свердлова. С 1925 года работал в Коммунистическом университете западных стран, с 1931 года — в Коммунистическом университете им. Я. М. Свердлова.
Крустынсон была арестована в 1938 году в ходе «Латышской операции» НКВД. Особое совещание за участие в контрреволюционной организации приговорило её к заключению в исправительно-трудовом лагере, а её муж Карлис Печакс был расстрелян 27 апреля 1938 года и похоронен на Бутовском полигоне НКВД СССР.
После освобождения в 1947 году Крустынсон разрешили вернуться в Ригу и работать заместителем директора Музея Революции, но в 1948 году её снова отправили в лагерь.
После смерти Иосифа Сталина в 1954 году её вновь освободили и разрешили возобновить работу в Музее Революции. В 1956 году она вышла на пенсию, но продолжала участвовать в съездах Коммунистической партии Латвии и движении старых большевиков.
Делегат XXVII съезда КПСС.
Умерла в 1996 году в Риге в столетнем возрасте.

## Награды
- Орден Ленина (дважды)
- Орден Октябрьской Революции
- Медаль «За трудовую доблесть»